# (5400) 1989 CM
(5400) 1989 CM (1989 CM, 1976 SQ2, 1982 VR12, 1987 UZ3, 1989 EG6) — астероїд головного поясу, відкритий 4 лютого 1989 року.
Тіссеранів параметр щодо Юпітера — 3,208.